# Simpatria

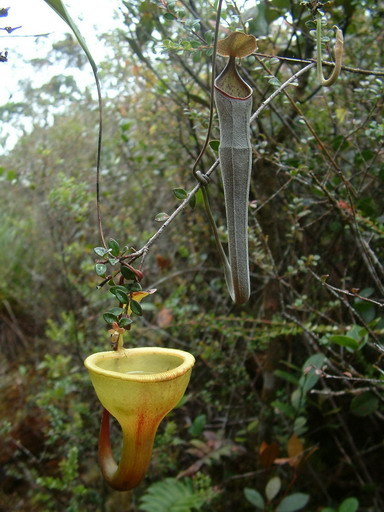
Plantas carnívoras simpátricas, Nepenthes jamban (esquerda) e Nepenthes lingulata (direita), floresta de altitude, Sumatra

Em biologia, duas espécies ou populações são considerados simpátricas quando elas ocorrem na mesma área geográfica e assim, regularmente encontram-se uma com a outra. Uma população inicialmente se cruzando e que se divide em duas ou mais espécies distintas que compartilham uma série comum exemplifica especiação simpátrica. Essa especiação pode ser um produto do isolamento reprodutivo — que evita a viabilidade da descendência híbrida ou tornando-a incapaz de se reproduzir e assim reduzindo o fluxo gênico, resultando em divergência genética. A especiação simpátrica não implica contato secundário, que é a especiação ou divergência em alopatria seguida por expansões que conduzem a uma área de simpatria. Espécies simpátricas ou taxa em contato secundário podem ou não gerar híbridos.

Diferentes formas de especiação